# María de Cervelló
Santa María de Cervelló(Barcelona, 1230-1290), primera religiosa mercedaria, también conocida como María del Socorro (en catalán del Socors). Su fiesta se celebra el 19 de septiembre

## Biografía

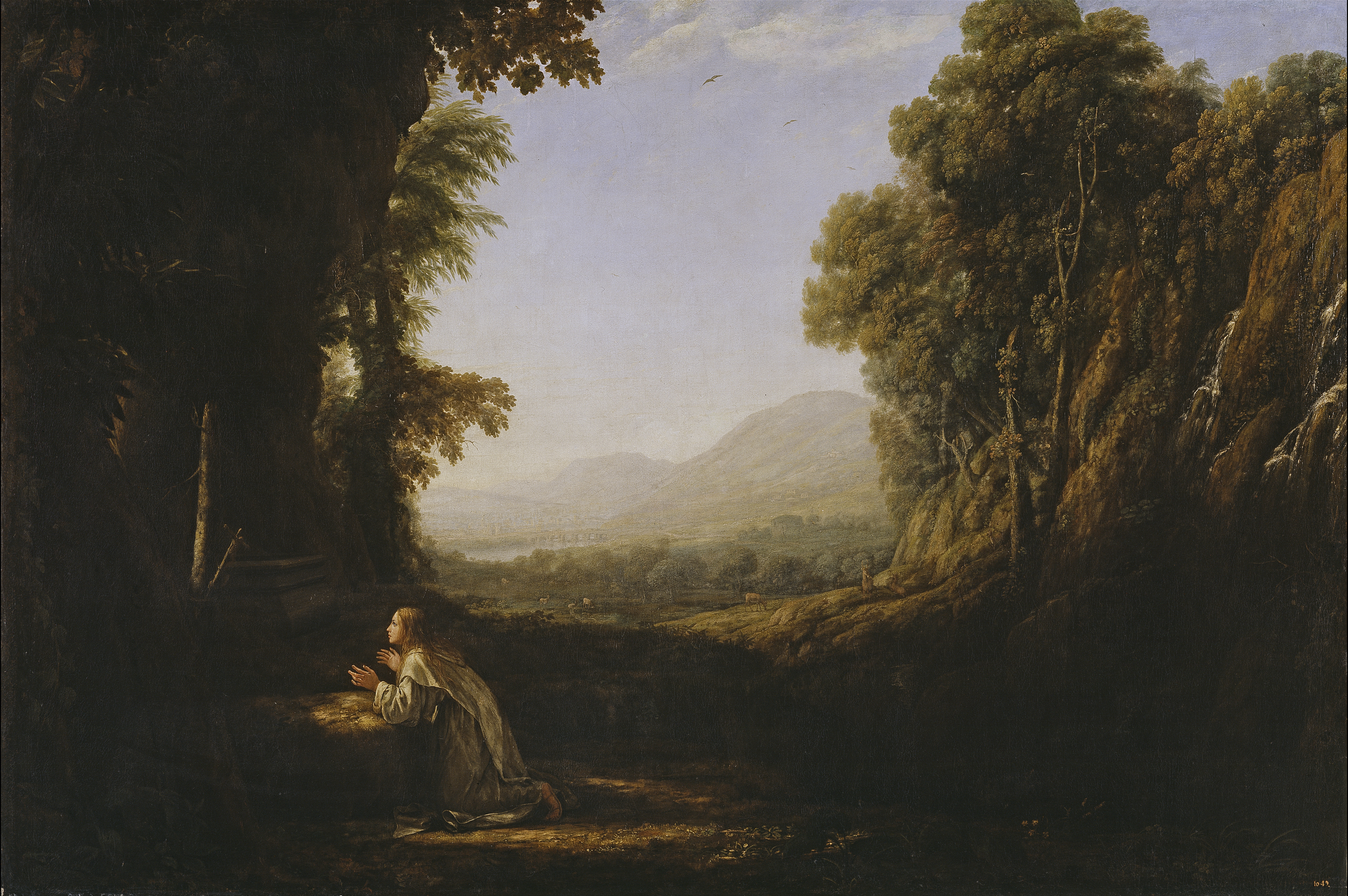
Paisaje con Santa María de Cervelló, por Claudio de Lorena (c. 1637)

Nació en Barcelona, en la calle de Montcada, el 1 de diciembre de 1230. Fue bautizada el 8 del mismo mes, en el sarcófago antiguo de la mártir barcelonesa santa Eulalia, que servía de pila bautismal en la parroquia de Santa María del Mar. La joven María, inmersa en el clima de caridad creado en su ciudad natal por los frailes redentores de cautivos, se sintió atraída por el empeño liberador, y se convirtió en el consuelo de los pobres, de los enfermos y de los cautivos, en el Hospital de Santa Eulalia. Allí conoció a las grandes primeras figuras de la Orden Mercedaria agrupados en torno a san Pedro Nolasco.

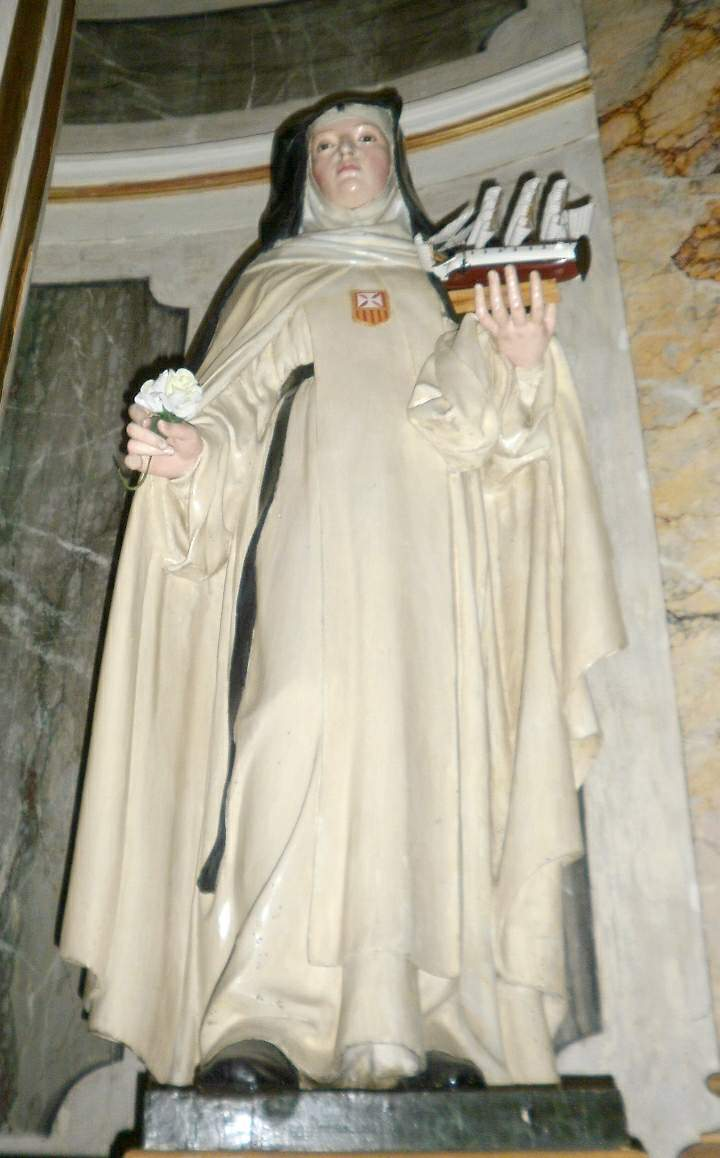
Talla de Santa María de Cervelló en la Iglesia de Santa María de Bermeo (Vizcaya)

Pidió el hábito blanco de la Merced, y el 25 de mayo de 1265 emitió su profesión religiosa como hermana de la Orden de la Merced, que vivían cerca del monasterio de los Mercedarios y que dedicaban sus vidas a la oración y a las buenas obras, bajo la dirección del beato Bernardo de Corbera. Ellos obtuvieron el permiso para constituir la Tercera Orden de Nuestra Señora de la Merced y para llevar el hábito de la Hermandad de Nuestra Señora de la Merced. Además de los votos que los Terciarios acostumbraban a hacer, también se comprometían a rezar por los esclavos cristianos. María fue elegida unánimemente como la primera superiora de la orden por su inmensa caridad con los necesitados, le comenzaron a llamar María del Socós (María del Socorro) nombre por el cual todavía se le venera en Cataluña. Su culto, que comenzó inmediatamente después de su muerte, fue aprobado por el papa Inocencio XII en el año 1692. Se le invoca especialmente para evitar naufragios y por lo general se le representa con una embarcación en una de sus manos, prometiendo trabajar por la redención de cautivos. Con ella formaron comunidad las jóvenes sor Eulalia Pinós, sor Isabel Berti y sor María de Requesens, a las que muy pronto se agregó sor Colagia. 
A santa María de Cervelló también se la denomina del Socós o Socorro. Esto se debe a los relatos que dicen que fue vista, en vida y después de muerta, ir sobre las alas del viento en ayuda de las naves de la redención combatidas por el mar embravecido.
Murió el 19 de septiembre de 1290. Sus restos incorruptos fueron sepultados en la iglesia de los frailes mercedarios de Barcelona, hoy Basílica de la Merced. Su culto como santa fue aprobado por Inocencio XII en 1692. Ha sido invocada como patrona de los navegantes.